# Собор Святого Саркиса (Детройт)
Собор Святого Саркиса Армянской Апостольской Церкви был основан 24 мая 1942 года на Уотерман-стрит в Детройте, Мичиган.
Расположен в г. Дирборн, Мичиган, непосредственно к востоку от мечети Американский Исламский Центр. Освящён 14 октября 1962 года, и с тех пор удовлетворяет духовные и национальные потребности армян в Восточном Мичигане, являясь одной из церквей епархии Армянской Апостольской Церкви в США под юрисдикцией Святого Престола Киликии.

## История армянской общины Детройта
Согласно историческим записям и воспоминаниям старожилов, история армян в Детройте ведёт отсчёт с начала XX века.
Они свидетельствуют о том, что первые армянкой в городе была Эстер Марзванци, прибывшая с целью изучать медицину.
Получив степень доктора медицины, она начала медицинскую практику, вышла замуж за местного жителя, и обосновалась в Детройте.
В 1906 году в Детройте было около 45 армян.
К 1915 году в ряды армянской общины увеличились до 3000 человек.
Детройт был процветающим промышленным городом, и, когда Генри Форд объявил о политики оплаты труда $5 в день, пошёл приток армян со всех концов Соединенных Штатов.
Они пришли с единственной целью быстро заработать деньги и вернуться домой.
В течение короткого времени, Детройт стал центром одной из крупнейших армянских общин.
Армянская община в Детройте состоит из армян Турции, Ирана, Кавказа и России.
Больше всего в ней армян из Турции.
До конца Второй Мировой войны, армяне Детройте были собрались в областях Дельрей, Хайленд-Парк, Кларк-парк, и Аллен-Парк.
Вскоре они стали расселяться в пригороды.
Сообщество, насчитывающее примерно 25000 человек, постепенно совершенствовалось, процветало и выросло в перспективное и экономически стабильное агрессивное сообщество.
Почти все армянские семьи владели домами, кроме того, многие армяне достигли высоких позиций в различных сферах деятельности, включая промышленников и законодателей.
Сообщество создало две Апостольские Церкви, Св. Саркиса и Св. Иоанна. Армяне-католики и протестанты также основали церкви в Детройте.
В начале шестидесятых годов в общине церкви Св. Саркиса было три армянские школы — школа Агпаляна при армянском общинном центре,
школе Левон Шант при армянском городском центре, а также школа Ошагана в регионе Аллен-Парк.
Эти школы были открыты и поддерживались Советом армянской взаимопомощи Детройта.
В государственном Университете Детройта были созданы курсы на армянском языке.

## Священники Собора Св. Саркиса
- Бедрос Мемпреян
- Сурен Папахян

Сурен был рукоположён в священники в Церкви Святой Аствацашунц в Латакии, Сирия в 1941 году.
В 1946 году он занял пост нового духовного лидера Св. Саркиса ", сменив Бедроса Мемпреяна.
Новый священник служил 27 лет. В 1964 году Сурену было присвоено звание Католикос Хорен I.
Папахян вышел на пенсию в 1974 году по причине плохого здоровья и умер в августе 1976 года.
- Преподобный доктор Горун Ширикян

Доктор Ширикян родился 28 января 1929 года в Егнун Олук, Муса-Даг. Сын протоиерея Мовсеса Ширикяна из Калифорнии.
Его брат, преподобный Нарег, также живет в Калифорнии.
После завершения начального образования в Анджаре, Ливан, закончил Духовную Семинарию Антелиас, где он учился в 1943-1945.
11 ноября 1956 года он был рукоположён в сан священника. Продолжил богословское образование в семинарии от 1956-1958.
Во время своего проживания в семинарии, он также предполагается обучение обязанностей.
В 1959 году два раза посетил вновь образованную армянскую общину в Кувейте и открыл там церковь.
В октябре 1959 года прибыл в Соединенные Штаты в качестве пастыря церкви святого Григория Просветителя, в Грэнит-Сити, штат Иллинойс, где прослужил с 1959 по 1965 год.
В 1965 году он был награждён правом ношения наперсного креста (lanchakhatch) за его эффективную пастырскую службу.
Получил степень магистра в 1967 году. Его обширный исследовательский проект был "Библейское влияние на формирование Корана".
В 1965 году был переведен в Св. Саркиса Церковь в Дирборн, штат Мичиган.
В 1974 году получил степень STM (магистр священного богословия) духовной школы в Чикаго.
Семинария Конкордии присудил Горуну докторскую степень (Th.D) в 1977 году.
Его диссертация называлась "Армяне в Османской империи и влияние американской миссии на их интеллектуальное и социальное возрождение."
В 1980 году он получил звание Архиепископа от Католикоса Гарегина II в знак признательности за его достижения и услуги.